# Nikolaj Rukavišnikov
Nikolaj Nikolajevič Rukavišnikov (rusky Николай Николаевич Рукавишников; 18. září 1932 Tomsk – 19. října 2002 Moskva) byl sovětský kosmonaut ruské národnosti.

## Život
Otec byl stavebním inženýrem na železnici a tak celá rodina stále cestovala, hlavně po Sibiři a Dálném východě. Střední školu vychodil v Moskvě a tam se zapsal na inženýrsko-fyzikální institut. V roce 1957 obhájil diplomovou práci. Pak začal pracovat jako inženýr v konstrukční kanceláři. Měl několik koníčků – opravoval televizory, cykloturistiku a horskou turistiku. Rád chodil do kina a četl sci-fi. Do oddílu kosmonautů se dostal roku 1967.

## Lety do vesmíru
Roku 1971 startoval v Sojuzu 10 z Bajkonuru spolu s Vladimírem Šatalovem a Alexejem Jelisejevem, připojili se na 5 hodin k orbitální stanici Saljut 1. Nepodařilo se jim otevřít průlez a tak se po dvou dnech vrátili na Zemi.
Za další tři roky letěl v Sojuzu 16 s Anatolijem Filipčenkem, cílem šestidenního letu bylo připravit vše na připravovaný let Sojuz – Apollo.
Za dalších pět let, na jaře roku 1979 letěl potřetí. V té době mu bylo 47 let. Byl to Sojuz 33, partnerem v lodi mu byl Bulhar Georgi Ivanov, let zařazený do programu Interkosmos se však nepovedl, kvůli závadě motoru dopravní lodě se nepodařilo spojení se stanicí Saljut 6 a proto se brzy vrátili na Zem. Měl za sebou tedy tři lety a necelých deset dní ve vesmíru 
- Sojuz 10 (23. duben 1971 – 25. duben 1971)
- Sojuz 16 (2. prosinec 1974 – 8. prosinec 1974)
- Sojuz 33 (10. dubna 1979 – 12. dubna 1979)

V roce 1978 byl členem záložní posádky Sojuzu 28 ve dvojici s československým kosmonautem Oldřichem Pelčákem, se kterým několik měsíců trénoval. Let nakonec absolvovala posádka Alexej Gubarev – Vladimír Remek. 

## Po letech
V letech 1987–1999 byl zástupcem náčelníka RKK Eněrgija v Kaliningradu, v roce 1999 odešel na penzi a tři roky poté zemřel po infarktu v Moskvě. Byl ženatý a měl jedno dítě.

## Vyznamenání
- Hrdina Sovětského svazu – 1971 a 1974
- Hrdina Mongolské lidové republiky – 1972
- Hrdina Bulharské lidové republiky – 1979
- Leninův řád – 1971, 1974 a 1979
- Medaile 100. výročí narození Vladimira Iljiče Lenina – 1970
- Süchbátarův řád – 1972
- Řád Georgiho Dimitrova – 1979